# El Varal, San Luis de la Paz
El Varal är en ort i Mexiko.   Den ligger i kommunen San Luis de la Paz och delstaten Guanajuato, i den centrala delen av landet, 240 km nordväst om huvudstaden Mexico City. El Varal ligger 2 244 meter över havet och antalet invånare är 526.
Terrängen runt El Varal är kuperad åt nordväst, men åt sydost är den platt. Runt El Varal är det ganska tätbefolkat, med 67 invånare per kvadratkilometer. Närmaste större samhälle är San Luis de la Paz, 13,9 km nordväst om El Varal. Trakten runt El Varal består till största delen av jordbruksmark.